# Оберрайхенбах (Баварія)
Оберрайхенбах (нім. Oberreichenbach) — громада в Німеччині, розташована в землі Баварія. Підпорядковується адміністративному округу Середня Франконія. Входить до складу району Ерланген-Гехштадт. Складова частина об'єднання громад Аурахталь.
Площа — 4,83 км2. Населення становить 1359 ос. (станом на 31 грудня 2020).